# Dendropaemon quadratus
Dendropaemon quadratus là một loài bọ cánh cứng trong họ Bọ hung (Scarabaeidae).